# Miriam Battista
Pour les articles homonymes, voir Battista.
Miriam Battista (14 juillet 1912 – 22 décembre 1980) était une actrice américaine connue principalement pour sa carrière d'enfant star dans des films muets. Après s'être fait remarquer à Broadway dès l'âge de 4 ans, elle a tourné dans des films la même année. Son apparition la plus connue est dans le film de 1920 Humoresque, dans lequel elle joue une petite fille à béquilles. Adulte, Battista joue dans des films de langue italienne dans les années 1930, et fait des apparitions à Broadway. Elle écrit, chante, compose de la musique et présente un talk-show télévisé avec son deuxième mari.

## Biographie

### Jeunesse

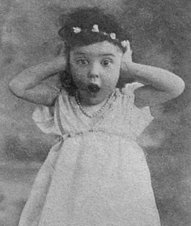
Battista en 1916

Miriam Caramella Josephine Battista est née en 1912 à New York, fille de Raphael Battista et Cleonice Clara Rufolo, tous deux des immigrants italiens. Elle commence à jouer en 1916, à l'âge de quatre ans, dans Un baiser pour Cendrillon, une pièce de théâtre de Broadway dont Maude Adams est l'actrice principale, et y joue la plus jeune enfant d'un groupe d'orphelins de guerre. D'autres rôles à Broadway suivent, incluant un petit rôle dans Papa longues jambes avec Henry Miller en 1917, Une maison de poupée avec Alla Nazimova en 1918, et Daddies avec Jeanne Eagels en 1919.
En même temps que Battista joue sur scène, elle commence le travail dans des films muets. Elle a un rôle non crédité dans le film Blazing Love (1916) de Virginia Pearson, ce qui lui vaut une photo et une courte biographie dans un article intitulé Little Starts du magazine de cinéma Moving Picture Stories. Son premier rôle crédité dans un film est L'Occident, de Nazimova, en 1918, où elle joue la fille d'un cheik arabe et la petite sœur du sombre personnage de Nazimova, ce qui l'amène à être choisie par Frank Borzage pour jouer la jeune handicapée Minnie Ginsberg dans Humoresque (1920). L'auteure Elinor Glyn est tellement impressionnée par la performance de Battista qu'elle écrit un scénario pour cette enfant star qu'elle qualifie de « plus grande actrice à l'écran ». Ce film n'est jamais produit. Les journalistes commencent à écrire que Battista est deux ans plus jeunes qu'en réalité, situant sa naissance en 1914.
Motion Picture Magazine dédie un article entier à Battista en décembre 1922 et l'intitule Femme du Monde (Woman of the World). Dans cet article, la reporter Gladys Hall remarque la maturité précoce de Battista, une préférence pour les bijoux en jade plutôt que les poupées, et les caractéristiques d'une femme fatale en devenir. En 1924, elle fait la couverture de Picture Show, une publication britannique. Sa photo la dépeint chevauchant un tonneau renversé, l'article est titré Ils jouent vraiment dans les films, et la légende de la photo est Miriam Battista en pleins ébats.
Après le succès de Humoresque, Battista fait une apparition dans neuf autres films muets, souvent dans des rôles qui exigent d'elle qu'elle pleure sur demande, un talent très remarqué. Elle participe à des événements de promotion de ses films et se lance dans le vaudeville, jouant Juliette dans la scène du balcon de Roméo et Juliette avec l'enfant acteur Charles Eaton. Sa carrière arrive à un point mort en 1924 après le décès de sa mère.

### Carrière adulte

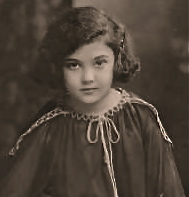
Battista à 8 ans, sur une photo publicitaire

En 1931, Battista est actrice principale de plusieurs films en langue italienne tournés à New York, incluant Santa Lucia Luntana et Così è la vita. 
Elle retourne à Broadway dans The Honor Code en 1931. Dans la prochaine décennie, elle participe à un certain nombre de pièces de Broadway, incluant un rôle de chanteuse dans la comédie musicale de Ziegfeld Hot-Cha! aux côtés de Bert Lahr, un rôle avec Humphrey Bogart dans Justes Noces, et joue très longtemps dans la comédie La Femme de sa vie. Elle n'a pas beaucoup de chance avec les productions Broadway auxquelles elle participe, qui ne font généralement que quelques représentations. Elle trouve quand même beaucoup de travail l'été et dans les adaptations ambulantes de grandes productions de Broadway comme The Women.
En 1934, Battista épouse le danseur Paul Pierce. Ils divorcent un peu plus d'un an plus tard, en 1935. En 1938,  elle s'enfuit avec l'écrivain Russell Maloney. Le talent d'auteure de Battista est reconnu quand The New Yorker publie sa nouvelle No Sugar Please le 20 avril 1940. En 1945, elle a une file, Amelia, de Maloney. Battista aide Maloney à traduire Die Fledermaus en anglais pour la Philadelphia Opera Company en 1943, et ils collaborent sur un talk-show télévisé, The Maloneys, sur le DuMont Television Network (1947–1948). Ils écrivent ensemble le scénario et les paroles d'une comédie musicale, Sleepy Hollow (avec l'esthétique de La Légende de Sleepy Hollow de Washington Irving), une production qui coûte 230 000 $ mais n'est joué que 12 fois (du 3 juin 1948 au 12 juin 1948).

### Vie privée
Le second mari de Battista décède en septembre 1948. Trois mois plus tard, elle épouse Lloyd Rosamond, un producteur de radio et ami de longue date. Sa fille et elle déménagent avec lui à Los Angeles en 1960, et il décède en 1964. Miriam Battista retourne donc à New York, où elle décède le 22 décembre 1980, âgée de 68 ans, au Jewish Memorial Hospital de Manhattan, des séquelles d'une bronchopneumopathie chronique obstructive.

## Théâtre
- 1916 : Un baiser pour Cendrillon
- 1917 : Papa Longues Jambes
- 1918 : A Doll's House
- 1918 : Freedom
- 1919 : Daddies
- 1919 : Papa
- 1919 : The Red Dawn
- 1924 : Roméo et Juliette
- 1931 : The Honor Code
- 1932 : Hot-Cha!
- 1933 : Saint Wench
- 1933 : Our Wife
- 1933 : An Undesirable Lady
- 1934 : No More Ladies
- 1934 : Fools Rush In
- 1935 : Tapestry in Gray
- 1936 : Summer Wives
- 1936 : Prelude to Exile
- 1939 : They Knew What They Wanted
- 1948 : Sleepy Hollow

## Filmographie

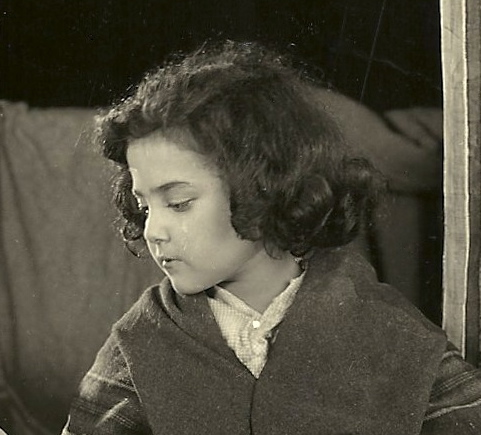
Battista jouant Minnie Ginsberg dans Humoresque, 1920

### Cinéma
- 1916 : Blazing Love
- 1918 : L'Occident (Eye for Eye) d'Albert Capellani et Alla Nazimova : petite sœur d'Hassouna
- 1920 : Humoresque de Frank Borzage : Minnie Ginsberg
- 1920 : Sa faute
- 1921 : At the Stage Door : Mary Mathews as a Girl
- 1922 : La raison de vivre : petite fille
- 1922 : La Victoire du cœur : Little Mary - sœur de Moonyeen
- 1922 : The Blonde Vampire : Alice
- 1922 : The Curse of Drink : Baby Betty
- 1922 : Un fier gueux : Chinese Girl
- 1922 : Un père : Pearl Binswanger enfant
- 1923 : L'enfer de la vie : Lettie
- 1923 : Malgré la honte : Lydia Canfield enfant
- 1924 : Men, Women and Money
- 1925 : The Shining Adventure : petite fille (non crédité)
- 1927 : Le Roi des rois
- 1931 : Così è la vita
- 1931 : Santa Lucia Luntana : Molly
- 1934 : Enlighten Thy Daughter : Lillian Stevens
- 1936 : From Nine to Nine : Toinette - the Maid

### Courts-métrages
- 1927 : Life in Hollywood No. 6
- 1933 : Sky Symphony

### Télévision
- 1947–1948 – The Maloneys